# 留下街道
留下街道，宋代称西溪镇，是中国浙江省杭州市西湖区下辖的一个街道办事处。辖区总面积36.1平方公里。总人口12万人。境内有浙江工业大学、浙江科技学院等院校。原名留下镇，2007年改为留下街道。
据《钱塘县志》载：“宋建炎三年（1129）七月，高宗南渡，幸西溪，初欲建都于此，后得凤凰山，乃云西溪且留下。”故今留下也是西溪别名。

## 行政区划
下辖9个社区、2个行政村：
- 社区：东岳、金鱼井、杨家牌楼、西穆坞、留下、横街、屏峰、小和山、茶市街；
- 村：石马、东穆坞。

留下镇古也称西溪市，是杭州西郊的重要集市，是茶叶、水产、春笋、方柿的集散地，故镇里有街称茶市街。